# Três Coroas
Três Coroas é um município brasileiro do estado do Rio Grande do Sul. Localiza-se na Mesorregião Metropolitana de Porto Alegre e na Microrregião de Gramado-Canela, mais precisamente no Vale do Paranhana, a uma latitude 29º31'01" sul e a uma longitude 50º46'40" oeste, estando a uma altitude média de 56 metros. Sua população estimada em 2022 foi de 24.425 habitantes. Possui uma área de 185,535 km². É um município que conta com as águas do Rio Paranhana.

## História
A história de Três Coroas inicia junto com a colonização da Colônia de Santa Maria do Mundo Novo, atual Vale do Paranhana, em 1846. Diversos imigrantes de origem alemã, vindos de São Leopoldo, fixaram residência no vale em 1854, quando já era caminho de tropeiros que circulavam entre Vacaria e Santo Antônio da Patrulha. Em 1875, começaram a chegar italianos. Inicialmente, pertencia a Santo Antônio da Patrulha.
Antes de Três Coroas o lugar já teve várias denominações: Linha dos Últimos Alemães, Vale ou Colônia de Santa Maria, Santa Maria de Cima, Santa Maria do Mundo Novo e Mundo Novo. Por último, quando já era o quarto distrito de Taquara, em 1944, Três Coroas. O nome é devido a uma araucária com três copas (coroas) que existia no vale do Arroio Kampf. O pinheiro servia de referência para a localização dos viajantes na região, mas, em data desconhecida, foi derrubado. Ficava perto do rio Paranhana e da atual RS-115, no limite com Igrejinha, possivelmente no território do município vizinho.
Tornou-se município em 12 de maio de 1959.

## Economia
Como em todo o Vale dos Sinos, a economia gira em torno da indústria calçadista. Três Coroas é sede de centenas de empresas do ramo que empregam diretamente cerca de 5,4 mil pessoas e mais 4,5 mil indiretamente. Estas indústrias produzem 16 milhões de pares de calçados por ano.
Em 2021, o salário médio mensal era de 1,8 salário mínimo. A proporção de pessoas ocupadas em relação à população total era de 29,1%. Na comparação com os outros municípios do estado, ocupava as posições 477 e 102 de 497, respectivamente. Já na comparação com cidades do país todo, ficava na posição 3288 e 571 de 5570, respectivamente. Considerando domicílios com rendimentos mensais de até meio salário mínimo por pessoa, tinha 17,7% da população nessas condições, o que o colocava na posição 465 de 497 dentre as cidades do estado e na posição 5532 de 5570 dentre as cidades do Brasil.

## Política
A administração do município de Três Coroas se dá, assim como no estado do Rio Grande do Sul e também pelo pais Brasil pelo poder executivo, poder legislativo e poder judiciário.

### Demografia
A população do município em 2007 era estimada pelo IBGE em 22.905 habitantes, sendo o 85° município mais populoso do estado, apresentando uma densidade populacional de 122 habitantes por km².

## Turismo

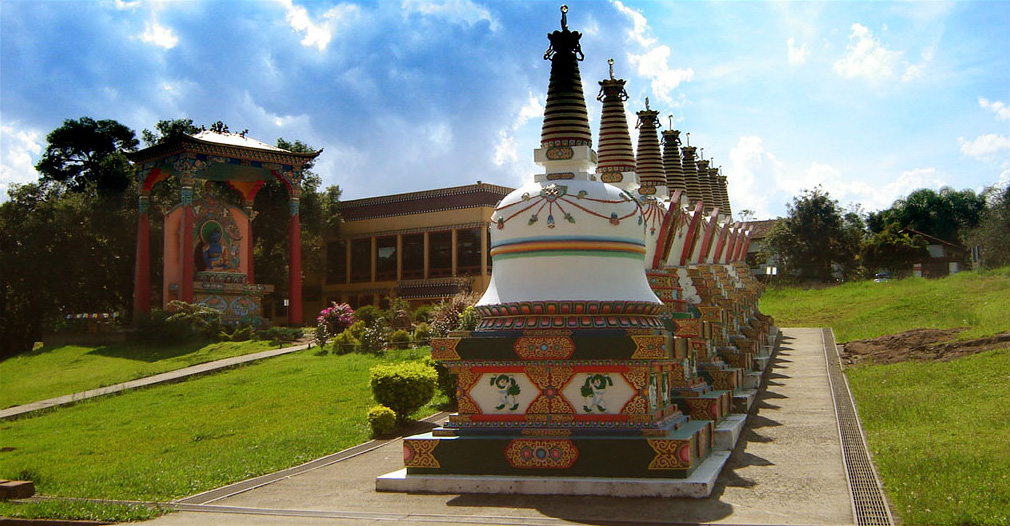
Templo de Khadro Ling

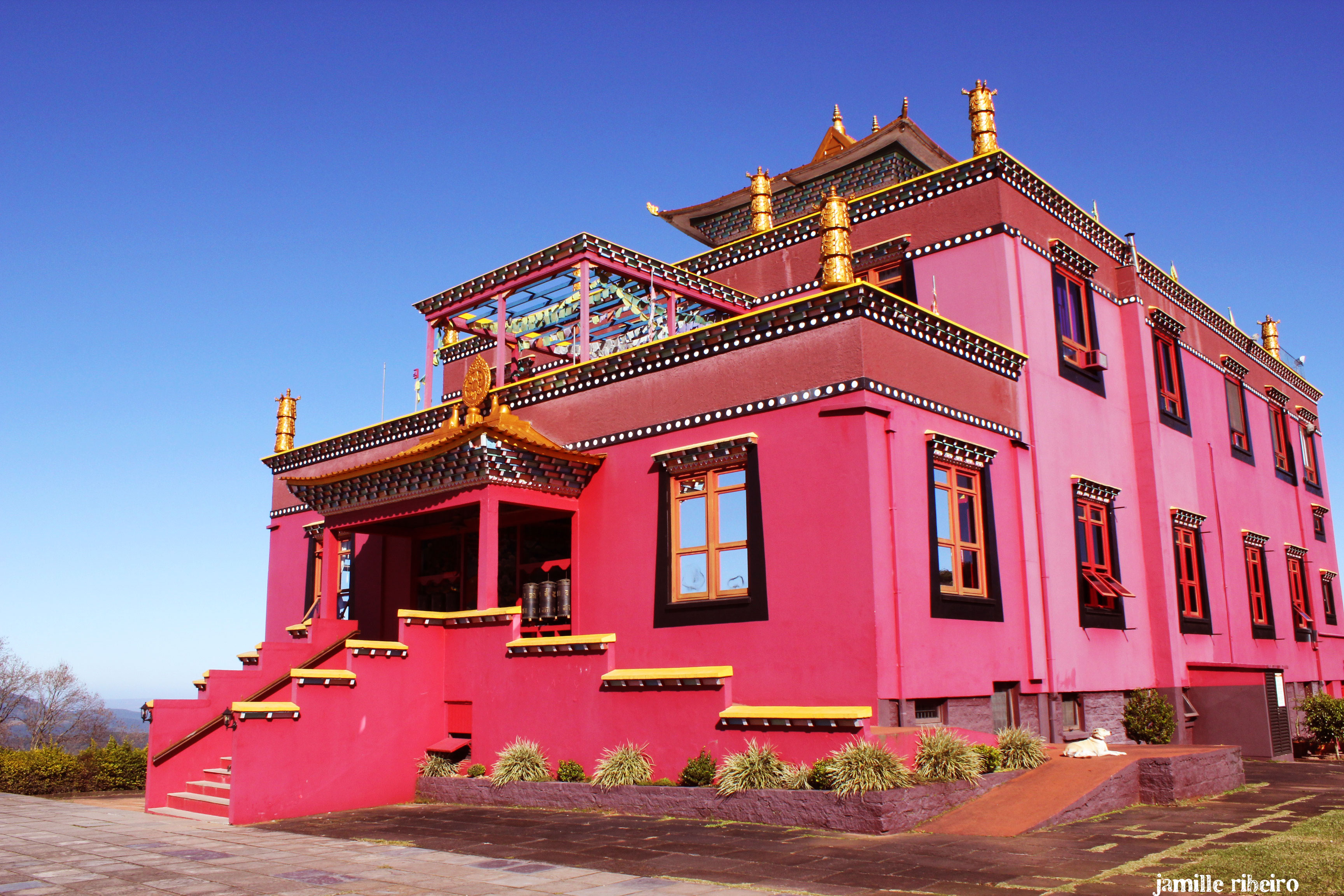
Templo de Khadro Ling

O turismo na cidade tem sido alavancado pelas atrações naturais como o Rio Paranhana, Camping das Laranjeiras, montanhas, pelos esportes de aventura como rafting, ciclismo de montanha e rapel, e pelo único templo budista tibetano da América do Sul, o templo de Chagdud Gonpa Khadro Ling, situado sobre as montanhas e aberto à visitação pública.
Localizada em uma região montanhosa o município possui diversas atrações naturais. Os principais atrativos são o Rio Paranhana os parques naturais como o Parque das Laranjeiras e o Brasil Raft Park - ambos localizados na localidade de Linha Café.
Os principais eventos da cidade são o Três Coroas em Festa, um festival de comemoração do aniversário do município, realizada anualmente no mês de maio; O Três Coroas em Ação, Festival de Teatro Amador e Estudantil que acontece no mês de Novembro; o Festival de Canoagem, uma competição de canoagem, seja ela nacional, panamericana ou mundial, realizada no mês de novembro no Parque das Laranjeiras.

## Meio Ambiente
Apresenta 89,1% de domicílios com esgotamento sanitário adequado, 90,8% de domicílios urbanos em vias públicas com arborização e 21,5% de domicílios urbanos em vias públicas com urbanização adequada (presença de bueiro, calçada, pavimentação e meio-fio). Quando comparado com os outros municípios do estado, fica na posição 37, 166 e 231 de 497, respectivamente. Já quando comparado a outras cidades do Brasil, sua posição é 495, 1422 e 1736 de 5570, respectivamente.